# حرب النجوم: طاقم الهيكل العظمي
حرب النجوم: طاقم الهيكل العظمي (بالإنجليزية: Star Wars: Skeleton Crew) هو مسلسل تلفزيوني أمريكي من نوع الخيال العلمي والمغامرات من تأليف جون واتس وكريستوفر فورد وعمل أصلي لمنصة البث ديزني+. تقع أحداث المسلسل داخل عالم حرب النجوم ، ويجري في نفس الإطار الزمني لمسلسل الماندلوري والأعمال المشتقة منه بعد أحداث فيلم عودة الجيداي (1983). يحكي مسلسل "طاقم الهيكل العظمي" قصة أربعة أطفال يكتشفون شيئًا غامضًا على كوكبهم الأم، ليجدوا أنفسهم تائهين في المجرة، وينطلقون في مغامرة شيقة للعودة إلى وطنهم.

## وصلات خارجية
- الموقع الرسمي (بالإنجليزية)
- طاقم الهيكل العظمي في قاعدة بيانات الأفلام على الإنترنت (بالإنجليزية)